# Digital Classicist

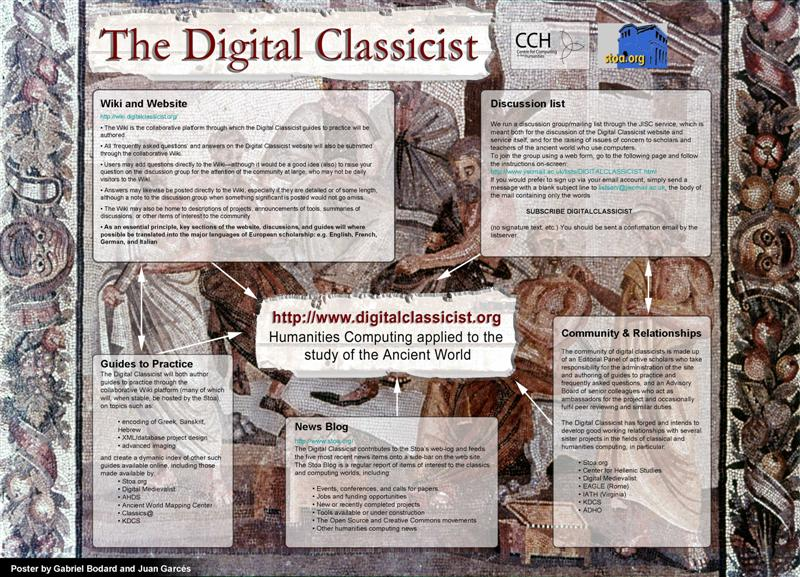
Cartell de la Digital Classicist en la trobada de DRH (Digital Resources for the Humanities) de l'any 2005

La Digital Classicist és una comunitat formada per acadèmics i estudiants interessats en l'aplicació de les humanitats digitals en la investigació del món antic i els clàssics. El seu propòsit és oferir un espai virtual per al debat, la col·laboració i la comunicació. El projecte té el doble objectiu de fomentar la interconnexió dels estudiosos del món antic amb interès en la informàtica i en el món antic, la difusió dels seus avenços i la seva experiència. La Digital Classicist va ser fundada l'any 2005 com a projecte de col·laboració entre el King's College de Londres i la Universitat de Kentucky, amb editors i assessors de la comunitat acadèmica en general. Es tracta d'una comunitat descentralitzada i no és propietat de cap institució.